# Bistum Tanga
Das Bistum Tanga (lat.: Dioecesis Tangaensis) ist eine in Tansania gelegene römisch-katholische Diözese mit Sitz in Tanga.

## Geschichte
Das Bistum Tanga wurde am 18. April 1950 durch Papst Pius XII. mit der Apostolischen Konstitution Amplissima plerumque aus Gebietsabtretungen des Apostolischen Vikariates Kilimandscharo als Apostolische Präfektur Tanga errichtet. Am 24. Februar 1958 wurde die Apostolische Präfektur Tanga durch Pius XII. mit der Apostolischen Konstitution Qui idcirco zum Bistum erhoben und dem Erzbistum Daressalam als Suffraganbistum unterstellt.

## Ordinarien

### Apostolische Präfekten von Tanga
- Eugéne Cornelius Arthurs IC, 1950–1958

### Bischöfe von Tanga
- Eugéne Cornelius Arthurs IC, 1958–1969
- Maurus Gervase Komba, 1969–1988
- Telesphore Mkude, 1988–1993, dann Bischof von Morogoro
- Anthony Banzi, 1994–2020
- Thomas John Kiangio, seit 2023